# 露西·麦克·史密斯

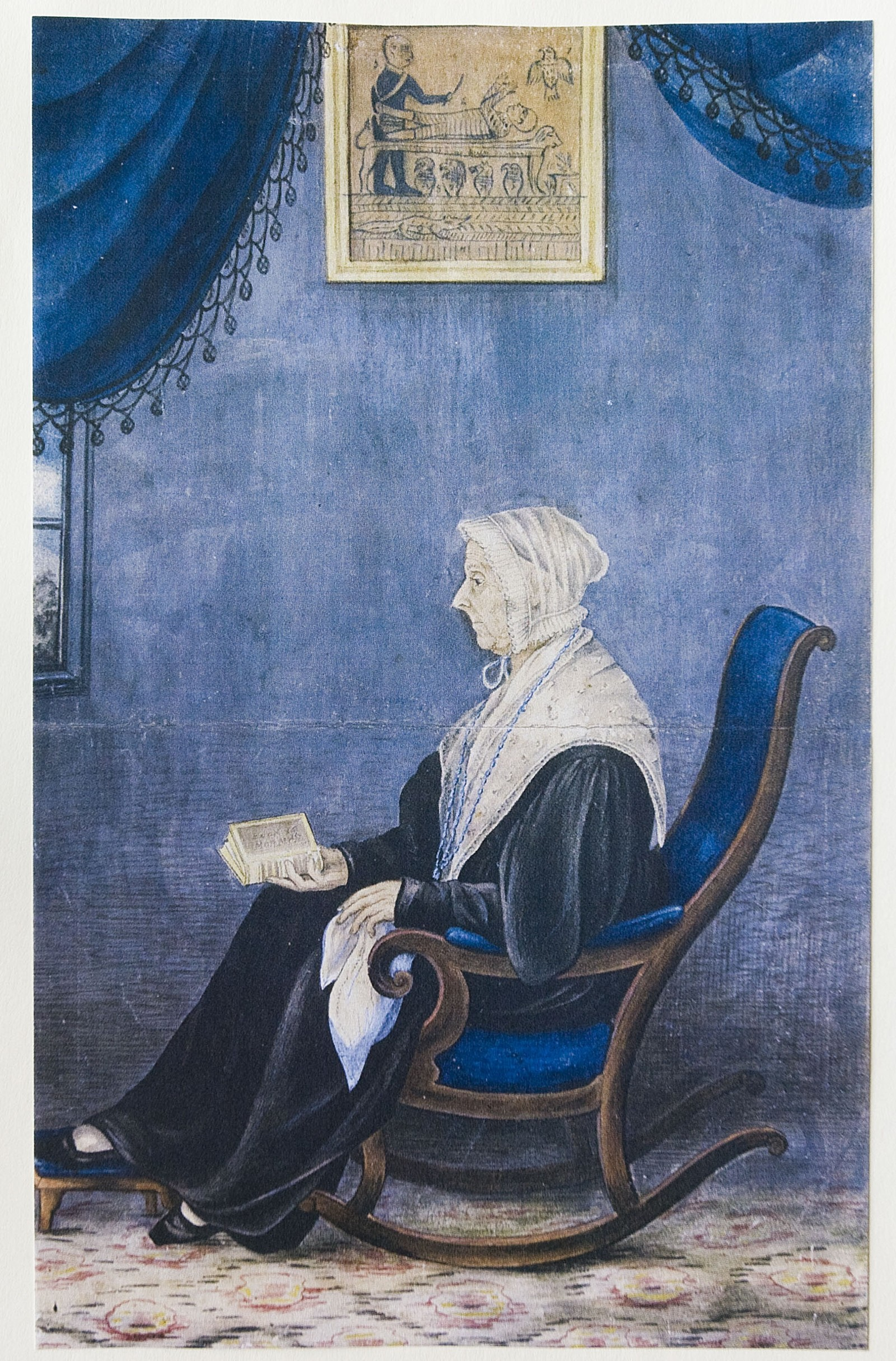
露西·麦克·史密斯

露西·麦克·史密斯（1775年7月8日 - 1856年5月14日）是後期聖徒運動發起人約瑟·斯密的母亲，也是後期聖徒運動的早期領導人之一。她生前寫了一部回忆录。